# 英國航空航點
本列表列出英國航空公司的航線目的地。

## 現有目的地

### 非洲

#### 東非
- - 內羅畢（喬莫·肯雅塔國際機場）
- 模里西斯
  - 路易港（西沃薩古爾·拉姆古蘭爵士國際機場）
- 坦桑尼亚
  - 達累斯薩拉姆（朱利葉斯·尼雷爾國際機場）
- 乌干达
  - 坎帕拉（恩德培國際機場）

#### 北非
- 阿尔及利亚
  - 阿爾及爾（阿爾及爾－胡阿里·布邁丁國際機場）
- 埃及
  - 開羅（開羅國際機場）
- 利比亞
  - 的黎波里（的黎波里國際機場）
- 突尼西亞
  - 突尼斯（突尼斯－迦太基國際機場）

#### 南部非洲
- 安哥拉
  - 羅安達（二月四日国际机场）
- 南非
  - 開普敦（開普敦國際機場）
  - 約翰內斯堡（奧利弗·坦博國際機場）
- 尚比亞
  - 盧薩卡（盧薩卡國際機場）

#### 西非
- - 阿克拉（科托卡國際機場）
- 奈及利亞
  - 阿布賈（納姆迪·阿齊基韋國際機場）
  - 拉各斯（穆爾塔拉·穆罕默德國際機場）

### 亞洲

#### 東亞
- 中华人民共和国
  - 上海（上海浦東國際機場）
  -  香港（香港國際機場）
- 日本
  - 東京（成田國際機場, 東京國際機場）

#### 南亞
- 印度
  - 班加羅爾（班加羅爾國際機場）
  - 金奈（金奈國際機場）
  - 德里（英迪拉·甘地國際機場）
  - 海得拉巴（拉吉夫·甘地國際機場）
  - 孟買（賈特拉帕蒂·希瓦吉國際機場）

#### 東南亞
- 新加坡
  - 新加坡（樟宜机场）
- 马来西亚
  - 吉隆坡（吉隆坡國際機場）

#### 西亞
- 巴林
  - 麥納麥（巴林國際機場）
- 以色列
  - 特拉維夫（本-古里安國際機場）
- 科威特
  - 科威特市（科威特國際機場）
- 阿曼
  - 馬斯喀特（馬斯喀特國際機場）
- - 多哈（多哈國際機場）
- 沙烏地阿拉伯
  - 吉達（阿卜杜勒-阿齊茲國王國際機場)
  - 利雅得（哈立德國王國際機場）
- 阿联酋
  - 阿布扎比（阿布扎比國際機場）
  - 迪拜（迪拜國際機場）
- 土耳其
  - 安塔利亞（安塔利亞機場）
  - 伊斯坦堡（阿塔图爾克國際機場）
  - 伊茲密爾（阿德南曼德列斯機場）

### 歐洲
- 阿尔巴尼亚
  - 地拉那（地拉那國際機場）
- 奥地利
  - 薩爾茨堡（薩爾茨堡沃爾夫岡·阿馬多伊斯·莫扎特機場）
  - 維也納（維也納國際機場）
- 比利时
  - 布魯塞爾（布魯塞爾機場）
- 保加利亚
  - 索非亞（索非亞機場）
  - 瓦爾納（瓦爾納機場）
- - 杜布羅夫尼克（杜布羅夫尼克機場）
- 賽普勒斯
  - 拉納卡（拉納卡國際機場）
  - 帕福斯（帕福斯國際機場）
- 捷克
  - 布拉格（布拉格機場）
- 丹麦
  - 哥本哈根（哥本哈根機場）
- 芬兰
  - 赫爾辛基（赫爾辛基－萬塔機場）
- 法國
  - 波爾（波爾機場）
  - 格勒諾布爾（伊澤爾機場）[季節性]
  - 里昂（聖埃克絮佩里機場）
  - 馬賽（馬賽普羅旺斯機場）
  - 米盧斯（巴塞爾－米盧斯－弗賴堡歐洲機場）
  - 尼斯（尼斯藍色海岸機場）
  - 巴黎（戴高樂機場）
  - 圖盧茲（圖盧茲－布拉尼亞克機場）
- 德国
  - 柏林（柏林－泰格尔奥托·利林塔尔机场）
  - 杜塞爾多夫（杜塞爾多夫國際機場）
  - 美因河畔法兰克福（法兰克福机场）
  - 漢堡（漢堡機場）
  - 慕尼黑（慕尼黑機場）
  - 斯圖加特（斯圖加特機場）
- 直布罗陀
  - （直布羅陀機場）
- 希腊
  - 雅典（雅典國際機場）
  - 塞薩洛尼基（薩洛尼卡國際機場）
- 匈牙利
  - 布達佩斯（布達佩斯國際機場）
- 義大利
  - 博洛尼亞（博洛尼亞機場）
  - 巴里（巴里國際機場）[季節性]
  - 卡利亞里（卡利亞里機場）
  - 卡塔尼亞（卡塔尼亞機場）
  - 熱那亞（哥倫布國際機場）
  - 米蘭（馬爾彭薩國際機場）
  - 米蘭（Linate機場）
  - 那不勒斯（那不勒斯國際機場）
  - 比薩（伽利略國際機場）
  - 羅馬（達文西國際機場）
  - 都靈（都靈國際機場）
  - 威尼斯（波羅國際機場）
  - 維羅納（維羅納機場）
- 科索沃
  - 普里什蒂納（普里什蒂納機場）
- 盧森堡
  - 盧森堡市（芬德爾國際機場）
- 馬爾他
  - 瓦莱塔（馬耳他國際機場）
- 荷蘭
  - 阿姆斯特丹（史基普機場）
- 挪威
  - 卑爾根（卑爾根機場）
  - 奧斯陸（奧斯陸機場）
- 波蘭
  - 克拉科夫（若望保祿二世國際機場）
  - 華沙（蕭邦國際機場）
- 葡萄牙
  - 法魯（法魯機場）
  - 里斯本（里斯本機場）
- 羅馬尼亞
  - 布加勒斯特（布加勒斯特奧托佩尼－亨利·科安德國際機場）
- 俄羅斯
  - 莫斯科（多莫傑多沃國際機場）
  - 聖彼得堡（普爾科沃機場）
- 塞爾維亞
  - 貝爾格萊德（貝爾格萊德尼古拉特斯拉機場）
- 西班牙
  - 阿利坎特（阿利坎特機場）
  - 巴塞隆納（巴塞隆納機場）
  - 伊維薩島（伊維薩島機場）
  - 馬德里（巴拉哈斯機場）
  - 馬拉加（馬拉加機場）
  - 帕爾馬（帕爾馬機場）
- 瑞典
  - 斯德哥爾摩（阿蘭達機場）
- 瑞士
  - 日內瓦（日內瓦國際機場）
  - 蘇黎世（蘇黎世機場）
- 乌克兰
  - 基輔（鮑里斯波爾國際機場）
- 英国
  - 海峽群島
    - 澤西島（澤西機場）

  -  英格兰
    - 倫敦（蓋威克機場）樞紐機場
    - 倫敦（倫敦希斯洛機場）樞紐機場
    - 倫敦（倫敦城市機場）
    - 曼徹斯特（曼徹斯特機場）
    - 紐卡素（纽卡斯尔机场）

  -  苏格兰
    - 阿伯丁（阿伯丁機場）
    - 愛丁堡（愛丁堡機場）
    - 格拉斯哥（格拉斯哥國際機場）
- 冰島
  - 雷克雅未克（凱夫拉維克國際機場）

### 美洲

#### 加勒比地區
- 安地卡及巴布達
  - 安提瓜島（V.C.鳥國際機場）
- 巴哈马
  - 拿騷（林登平德林國際機場）
- - 橋鎮（格蘭特利亞當斯國際機場）
- 英国海外領土
  - 開曼群島
    - 喬治敦（歐文羅伯茨國際機場）

  - 特克斯和凱科斯群島
    - 夏萊斯（夏萊斯國際機場）
- 格瑞那達
  - 圣乔治（利訥點國際機場）
- 牙买加
  - 金斯敦（諾曼曼利國際機場）
- 圣基茨和尼维斯
  - 聖基茨島（羅伯特蕭國際機場）
- 圣卢西亚
  - 維約堡季（維約堡季國際機場）
- 千里達及托巴哥
  - 西班牙港（西班牙港機場）
  - 多巴哥（官點機場機場）

#### 北美洲
- 百慕大
  - 碼頭河（百慕大國際機場）
- 加拿大
  - 卡爾加利（卡爾加里國際機場）
  - 蒙特利爾（蒙特利爾皮埃爾·埃利奧特·特魯多國際機場）
  - 多倫多（多倫多皮爾遜國際機場）
  - 溫哥華（溫哥華國際機場）
- 墨西哥
  - 墨西哥城（墨西哥城國際機場）
- 美国
  - 亞特蘭大（哈茨菲爾德－傑克遜亞特蘭大國際機場）
  - 巴爾的摩（巴爾的摩／華盛頓瑟古德·馬歇爾國際機場）
  - 波士頓（愛德華·勞倫斯·洛根將軍國際機場）
  - 芝加哥（奧黑爾國際機場）
  - 達拉斯（達拉斯－沃斯堡國際機場）
  - 丹佛（丹佛國際機場）
  - 休斯頓（喬治·布殊洲際機場）
  - 洛杉磯（洛杉磯國際機場）
  - 邁阿密（邁阿密國際機場）
  - 紐華克（紐華克自由國際機場）
  - 紐約（約翰·菲茨傑拉德·甘迺迪國際機場）
  - 奧蘭多（奧蘭多國際機場）
  - 費城（費城國際機場）
  - 鳳凰城（鳳凰城天港國際機場）
  - 三藩市（三藩市國際機場）
  - 西雅圖（西雅圖－塔科馬國際機場）
  - 坦帕（坦帕國際機場）
  - 華盛頓（華盛頓杜勒斯國際機場）

#### 南美洲
- 阿根廷
  - 布宜諾斯艾利斯（埃塞薩皮斯塔里尼部長國際機場）
- 巴西
  - 里約熱內盧（里約熱內盧／加利昂－安東尼奧·卡洛斯·若比姆國際機場）
  - 聖保羅（聖保羅／瓜魯柳斯－安德烈·弗朗哥·蒙托羅州長國際機場）

### 大洋洲
- - 悉尼（悉尼金斯福德·史密斯國際機場）经停新加坡